# Malgbe jezik
Malgbe jezik (ISO 639-3: mxf; goulfei, gulfe, gulfei, malbe, malgwe, ngwalkwe, sanbalbe), afrazijski jezik čadske porodice, kojim govori 6 000 ljudi u Kamerunu (Tourneux 2004) u provinciji Far North, i nepoznat broj duž rijeke Chari u čadskoj prefekturi Chari-Baguirmi.
Klasificira se sjevernoj podskupini pravih kotoko jezika, skupina biu-mandara.

## Vanjske poveznice
- Ethnologue (14th)
- Ethnologue (15th)